# حادث إسقاط طائرة نقل تابعة لسلاح الجو الإيراني عام 1994
إسقاط طائرة C-130 التابعة لسلاح الجو الإيراني في 1994 هي حادثة وقعت في 17 مارس 1994، عندما أسقطت القوات المسلحة الأرمينية طائرة نقل عسكرية من طراز لوكهيد سي -130 هيركوليز تابعة لسلاح الجو الإيراني، كانت في رحلة من موسكو إلى طهران وتقل عددًا من موظفي السفارة الإيرانية. وقع الهجوم قرب مدينة ستيباناكيرت في إقليم ناغورني قره باغ، وهي منطقة كانت تشهد نزاعًا مسلحًا منذ عام 1988. أسفر الحادث عن مقتل جميع من كانوا على متن الطائرة، وعددهم 32 شخصًا، بينهم 19 راكبًا و13 من أفراد الطاقم، مما جعله من أكثر الحوادث الجوية دموية المرتبطة بالنزاع في المنطقة.

## الإسقاط
أقلعت طائرة النقل العسكري من طراز لوكهيد سي -130 هيركوليز من موسكو، وكانت تقل أقارب موظفي السفارة الإيرانية في طريق عودتهم إلى الوطن للاحتفال بعيد النوروز. وذكرت السفارة الإيرانية في موسكو أن الطائرة كانت تحمل 19 راكبًا، بينهم تسعة أطفال، إضافةً إلى طاقم مكون من 13 فردًا. وقد أفاد الطاقم بوجود عطل ميكانيكي قبل أن تنحرف الطائرة وتدخل المجال الجوي الأذربيجاني فوق منطقة ناغورني قره باغ، حيث تحطمت، مما أسفر عن مقتل جميع من كانوا على متنها.
صرّح جيرارد ليباريديان، النائب الأول لوزير الخارجية الأرميني، في مؤتمر صحفي، أن المسار المخطط للطائرة كان يجب أن يمر عبر روسيا وجورجيا وأرمينيا قبل دخول الأجواء الإيرانية. إلا أن الطائرة انحرفت نحو الشرق بمسافة تُقدّر بحوالي 65 ميلاً عن هذا الممر بعد مغادرتها الأجواء الجورجية، ولم تدخل المجال الجوي الأرميني في الموعد المحدد عند الساعة 10:08 مساءً، بل دخلت منطقة النزاع المسلح حول ناغورني قره باغ.
نُقلت رفات الضحايا الإيرانيين إلى أرمينيا، ومنها إلى طهران عبر مطار زفارتنوتس الدولي في يريفان. وقد حضر مراسم التشييع كل من نائب رئيس الجمهورية الأرمينية، غاغيك أروتونيان، ونائب رئيس الوزراء، فيغين تشيتيشيان.
أوفدت إيران لجنة خاصة من سلاح الجو للتحقيق في ملابسات الحادث. وقد رفض رئيس اللجنة، عبدات أمينيان، الرواية التي قدّمها نائب الرئيس الأرميني، غاغيك أروتونيان، والذي أشار إلى أن الطائرة فقدت السيطرة وسقطت نتيجة خلل في أنظمة الطيران. وصرّح مسؤول في وزارة الخارجية الإيرانية بأن “الطائرة، ولأسباب غير معروفة، انفجرت في الجو بعد انحرافها عن مسارها.”
أمينيان أكّد أن الطائرة أُسقطت بواسطة صاروخين أطلقتهما القوات الأرمينية، موضحًا أن الجانب الأرميني لم يتحمل المسؤولية المباشرة، إلا أنه أقرّ بأن قواته اشتبهت في أن الطائرة الإيرانية كانت طائرة أذربيجانية، ولم تحاول التواصل معها لتحديد هويتها.
وفي بيان رسمي، أعلنت وزارة الخارجية الإيرانية نتائج التحقيق، محمّلة القوات الأرمينية المسؤولية الكاملة عن إسقاط الطائرة، ومؤكدة أن “لإيران الحق في اتخاذ إجراءات قانونية والمطالبة بتعويضات عن ضحايا الحادث”، ودعت الحكومة الأرمينية إلى تحديد المسؤولين ومحاسبتهم.
كما قدّمت وزارة الأمن الوطني الأذربيجانية للجانب الإيراني تسجيلًا لاسلكيًا اعترضته استخبارات أذربيجان في يوم الحادث، ورد فيه القول: “لقد أسقطنا للتو طائرة عسكرية أذربيجانية.” وأشارت المخابرات الأذربيجانية إلى أن الطائرة أُسقطت باستخدام منظومة صواريخ “أوسا” ذاتية التوجيه.
من جانب آخر، اقترح بعض الخبراء العسكريين الروس أن الطائرة غيّرت مسارها عمدًا لأغراض استطلاعية، وهي رواية رفضتها وزارة الخارجية الإيرانية بشكل قاطع.

## ما بعد الحادث
في اجتماع عُقد في طهران مع نائب الرئيس الأرميني، غاغيك أروتونيان، طالب الرئيس الإيراني علي أكبر هاشمي رفسنجاني بمحاسبة المسؤولين عن حادثة الإسقاط ومعاقبتهم.وقبل مغادرته طهران، أقرّ أروتونيان بأن الطائرة الإيرانية “أُسقطت عن طريق الخطأ”، دون أن يوضح من الذي ارتكب هذا الخطأ.
من جهتها، صرحت منظمة هيومن رايتس ووتش أن وفقًا لقوانين الحرب، كان من واجب القوات الأرمينية في قره باغ التأكد من طبيعة الطائرة قبل إطلاق النار عليها. وإذا لم تستخدم كل الوسائل المتاحة لتحديد هوية الطائرة وأطلقت النار مع ذلك، فإن ذلك يُعد انتهاكًا خطيرًا للقانون الإنساني الدولي.